# Sprachrohr

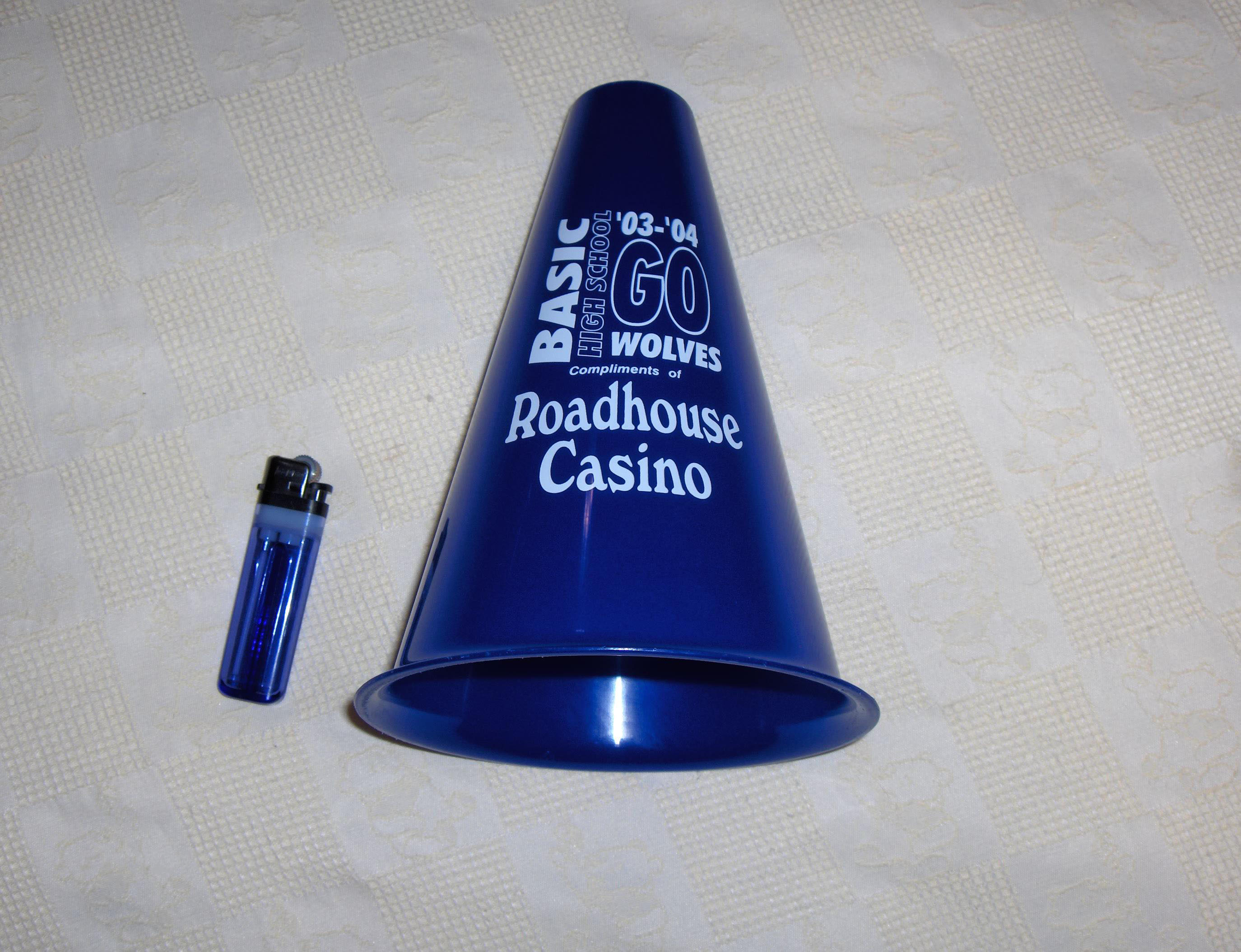
Einfaches passives Sprachrohr

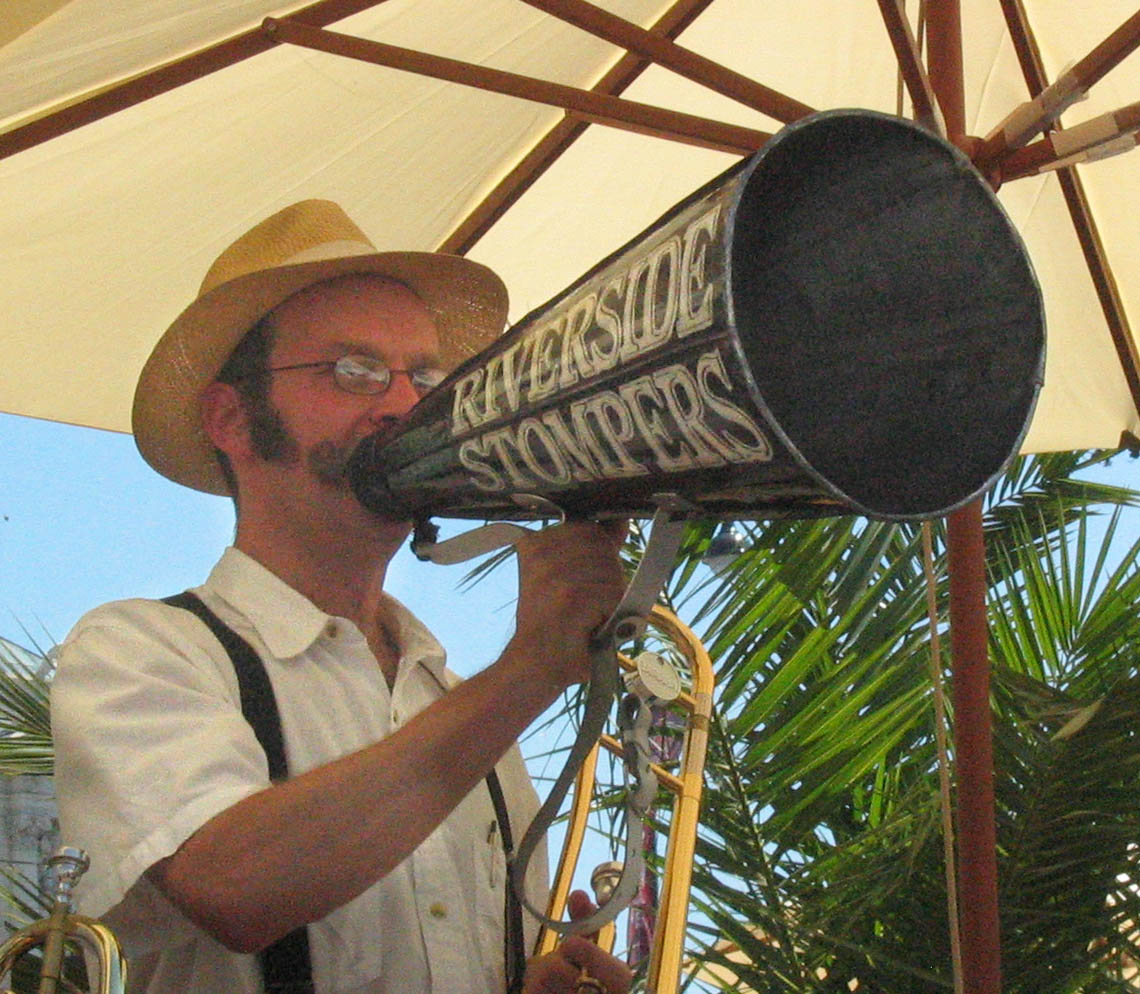
Typisch für diese unplugged Jazzband ist die Flüstertüte des Vokalisten

Ein Sprachrohr (früher auch als Sprachröhre oder Sprechrohr bezeichnet, heute häufig Megafon oder Megaphon) ist ein Gerät, das die Ausbreitung von Schall lenkt und damit die Verständlichkeit vor allem gesprochener Sprache auch in weiterer Entfernung des Hörers vom Sprecher verbessert. Im übertragenen Sinne bezeichnet man damit auch Presseorgane oder Personen, die Meinung einer Gruppe, Institution oder Firma nach außen hin vertreten.
Grundsätzlich sind zwei Bauformen zu unterscheiden: das offene und das geschlossene Sprachrohr.

## Offenes Sprachrohr (Megafon)

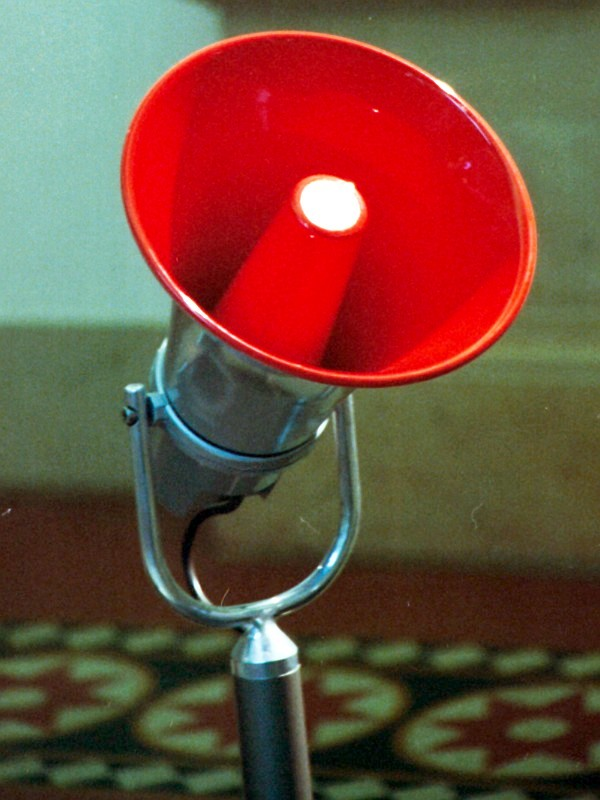
Hornlautsprecher, Elektrisches Megafon

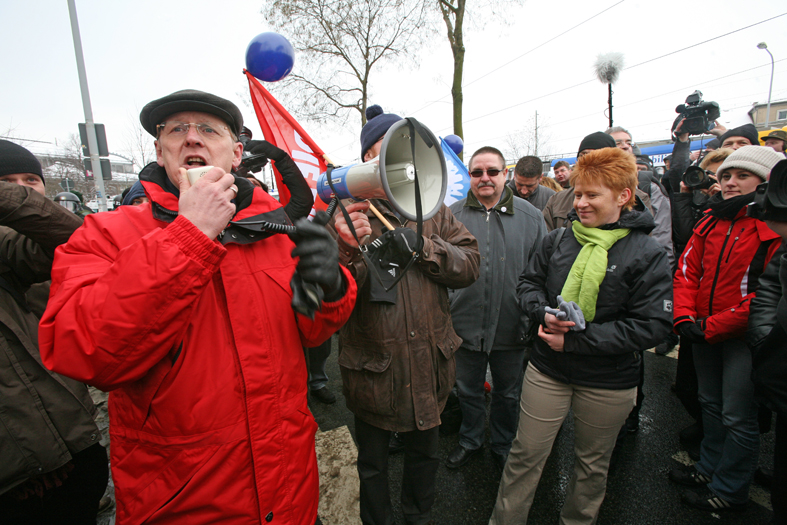
Bodo Ramelow mit elektrischem Megafon

Das offene Sprachrohr, heutzutage meistens als Megafon oder Megaphon bezeichnet und umgangssprachlich salopp auch als Flüstertüte, ist eine trichterförmige Hülle, die häufig aus Blech besteht. Der Sprecher nimmt dabei die kleinere der beiden Öffnungen vor den Mund, während er die größere den Hörern zuwendet.
Erfunden wurde das offene Sprachrohr als „Sprechtrompete“ 1670 von dem Engländer Samuel Morland, der die ersten aus Glas, Eisen oder Kupfer anfertigte und dabei einen kegelförmigen Trichter verwendete. Morland  wusste offensichtlich, dass die von ihm gewählte Form die Schallausbreitung noch nicht optimal lenken würde. Deswegen forderte er andere Wissenschaftler auf, bessere Formen zu entwickeln. Dies gelang auch eher zufällig Laurent Cassegrain im Jahr 1672, der dem Trichter (zunächst aus ästhetischen Gründen) eine hyperbolische Form gab und dabei feststellte, dass dies die Wirkweise erheblich verbesserte.
Eine Theorie des Sprachrohrs stellte erstmals Johann Heinrich Lambert im 18. Jahrhundert auf. Durch Untersuchungen wurde nachgewiesen, dass die (dreh-)hyperbolische Form optimal ist, weswegen bei modernen Megafonen fast nur noch diese verwendet wird.

### Elektrisches Megafon
Moderne Megafone verfügen in der Regel über einen elektrischen Sprachverstärker bestehend aus einem Mikrofon, einem Verstärker und einem Lautsprecher, hinter den das eigentliche Sprachrohr gesetzt wird. Der Wirkungsgrad ist 10 % höher als bei üblichen Lautsprechern, jedoch bei weit höherem Klirrfaktor. In mobilen, meistens batteriebetriebenen Versionen werden sie wie die rein akustischen Vorläufer verwendet. In Deutschland ist die Ausgangsleistung mobiler Megafone auf 120 dB begrenzt, um Hörschäden umstehender Personen zu vermeiden. In der sehr viel häufigeren stationären Ausführung, z. B. auf Bahnsteigen, stellen Megaphone gerichtete Lautsprecher dar, deren Frequenzcharakteristik im Gegensatz zu z. B. Konzertmusikboxen auf Sprache optimiert ist.
Moderne Handmegaphone bieten zudem oft völlig neue Möglichkeiten, so verfügen sie über integrierte Sirenen-Signalgeber oder sind in der Lage, Melodien zu erzeugen. Somit kann eine schnelle und für die Anwesenden angenehme Aufmerksamkeitserlangung erreicht werden, ohne direkt auf die menschliche Stimme angewiesen zu sein.

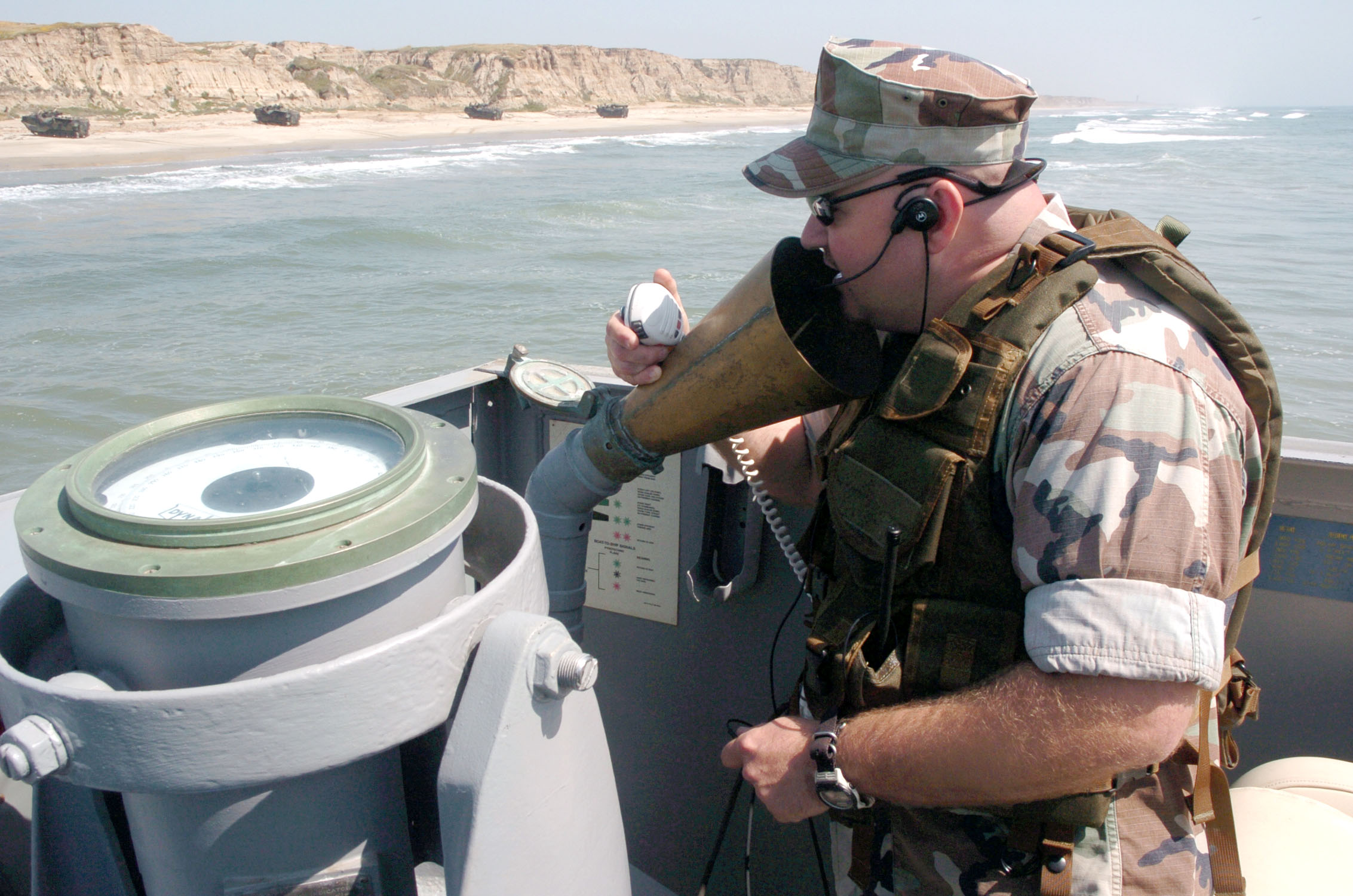
Kommunikation per Sprachrohr auf einem Schiff

## Geschlossenes Sprachrohr
Beim geschlossenen Sprachrohr (auch Kommunikationsrohr) ist das Rohr nicht trichterförmig, sondern über die gesamte Länge gleich weit. Im Gegensatz zum offenen Sprachrohr muss das Rohr bis kurz vor das Gehör des Hörers reichen, weswegen geschlossene Sprachrohre normalerweise ungleich länger sind. Meistens dienen sie dazu, zwei entfernt liegende Räume direkt miteinander zu verbinden und so die Übermittelung von gesprochenen Worten zu ermöglichen. Durch ein 950 m langes Rohr hört man noch leise Geräusche. Diese Sprachrohre werden auf Schiffen benutzt, um technisch einfache und auch im Notfall sichere (da von der Stromversorgung unabhängige) Sprechverbindungen zwischen den wichtigsten Punkten (z. B. Brücke und Maschinenraum) zu gewährleisten. Für diesen Zweck gibt es heute allerdings auch Telefone, die ohne externe Stromversorgung arbeiten. Eine weitere Anwendung bestand bei einer Sprechverbindung zwischen Führerhaus und dem früher für den Mannschaftstransport verwendeten Aufbau bei Nutzung von Lastkraftwagen z. B. als Mannschaftskraftwagen bei Katastrophenschutz-Organisationen wie dem THW.

## Metaphorische Bedeutung
Im übertragenen Sinne ist ein Sprachrohr ein Organ, wie z. B. eine Zeitung, das die Meinungen und Wünsche einer Person oder Gruppe nach außen hin vertritt. Der Ausdruck wird mitunter auch kritisch für Personen verwendet, die die Meinung einer anderen unkritisch und unreflektiert wiedergeben („jemandes Sprachrohr sein“).